# Автомагистраль D5 (Чехия)
Автомагистраль D5 (чеш. Dálnice D5), Пльзеньская автомагистраль (чеш. Plzeňská dálnice) — чешская магистральная автомобильная дорога, соединяющая Прагу с городами Пльзень и Нюрнберг. Длина дороги составляет 151 км. Часть европейского маршрута E 50.

## История
Решение о строительстве было принято в 1963 году. Сами работы начались в 1976 году со строительства моста в Бероуне. Окончание строительства было запланировано к 2000 году. Во времена ЧССР строительство продвигалось медленно и к 1989 году было построено всего 28,7 км, а предполагаемое завершение строительства было отложено на 2010 год. Приоритет дороги возрос после Бархатной революции, поскольку дорога должна была стать одним из важнейших транспортных коридоров в страны западной Европы. Темпы строительства возросли и к 1995 году был готов целый участок от Праги до перекрестка Эйповице, где от автомагистрали ответвлялась трехкилометровая дорога, соединяющая магистраль с городом Пльзень (с восточной стороны). В 1997 году было открыто движение на участке от перекрестка Пльзень-запад до государственной границы с ФРГ. С чешской стороны был построен совместный пропускной пункт «Розвадов/Вайдхаус» (перестал функционировать в декабре 2007 года, в связи с вступлением Чешской республики в Шенгенскую зону). С немецкой стороны к границе ведет автомагистраль . Вся дорога от Праги до Нюрнберга получила названия Via Carolina в честь Карла IV.
О строительстве последнего участка возле Пльзни велись многочисленные споры. Сначала, в 1988 году было принято решение, что автомагистраль обойдет Пльзень с северной стороны. Однако, уже в 1991 году был выбран южный вариант. В этом варианте наиболее конфликтным оказался участок около горы Валик. Споры продолжались до 2003 года. В результате трасса была смещена южнее и было принято решение о строительство тоннеля Валик. Полностью дорога была завершена в ноябре 2007 года.